# Пальцевое ректальное исследование
Пальцевое ректальное исследование (лат. palpatio per anum, PPA) — внутреннее обследование прямой кишки, которое проводит врач.

## Применение
Исследование проводят
- для диагностики заболеваний предстательной железы, доброкачественной гиперплазии предстательной железы и четырех видов простатита . Хронический простатит / синдром хронической тазовой боли, хронический бактериальный простатит, острый (внезапный) бактериальный простатит и бессимптомный воспалительный простатит. ПРИ обладает 50 % специфичностью к доброкачественной гипоплазии протеза.[1] Энергичное обследование простаты при подозрении на острый простатит может привести к посеву септической эмболии и не должно проводиться. Однако его польза как метода скрининга на рак простаты не подтверждается данными;[2]
- для оценки определенных клинических симптомов: мужчина с изменениями в мочеиспускании, импотенцией или дизурией (кровь в моче), боль при дефекации;[3]
- ПРИ с исследованием кала на скрытую кровь может быть необходимо для анемичного пациента в отделении неотложной помощи, у которого нет никакой другой идентифицируемой причины анемии, у которой нет активного кровотечения, и вы обеспокоены тем, что причиной могут быть желудочно-кишечные злокачественные новообразования;[4][5][6]
- истинное активное желудочно-кишечное кровотечение: рвота кровью, рвота массой похожей на помол кофе, испражнение кровью или черный смолистый стул, которые нелегко объяснить за счет травмы лица или операции на полости рта, употребление в пищу свеклы или чего-либо другого с красным пищевым красителем или чрезмерное употребление НПВП / обезболивающих. Выполнение ректального исследования для определения цвета стула может дать представление о месте кровотечения, но не является надежным показателем;[7][8]
- для диагностики аппендицита или других примеров острого живота (то есть острых абдоминальных симптомов, указывающих на серьезное заболевание). Хотя в журнале «Emergency Medicine» делается вывод: «Мы обнаружили, что ПРИ играет ограниченную роль в диагностике острой, недифференцированной боли в животе и острого аппендицита»;[9][10]
- для оценки мышечного тонуса анального сфинктера, который может быть полезен в случае недержания кала или неврологических заболеваний, включая травматические повреждения спинного мозга;
- традиционно, ПРИ считалось неотъемлемой частью медицинского обследования всех пациентов с травмами. Однако чувствительность ПРИ к травмам спинного мозга, таза и кишечника низкая, и часто встречаются ложноположительные и отрицательные результаты. Таким образом, плановое выполнение исследования не нужно и, как правило, бесполезно. Исследование оправдано в тех случаях, когда есть подозрение на повреждение уретры или проникающее повреждение прямой кишки;[11][12]
- у женщин — при ограничениях гинекологической пальпации внутренних органов, когда невозможно получить доступ к своду влагалища или это слишком болезненно (атрофия влагалища);
- для исследования твердости и цвета кала (в случаях запоров и копростаза);
- перед колоноскопией или проктоскопией;
- для оценки геморроя, хотя внутренний геморрой часто слишком мягкий, чтобы его было можно почувствовать, визуальный осмотр может быть более полезным;[13]
- у новорожденных, чтобы исключить анальную атрезию;
- путем введения медицинских приборов, в том числе термометров или специальных баллонов, выявить проблемы с пищеварением, паразитов, повреждения органов, кровоподтеки анального отверстия и инородные тела в прямой кишке;

## Использование в качестве инструмента скрининга

### Прискрининге колоректального ракау бессимптомных взрослых в возрасте от 50 до 75 лет
- Даже при том, что 1 в 4 случаях колоректальный рак находится в прямой кишке, мало доказательств подтверждает эффективность использования ПРИ для обнаружения рака прямой кишки[14][15] и он не рекомендуется в руководствах по скринингу колоректального рака.[16] ПРИ не подходит для скрининга колоректального рака, потому что он исследует менее 10 % слизистой оболочки ободочной и прямой кишки; сигмоидоскопия является предпочтительной.
- Хотя ПРИ обычно используется в качестве способа получения образца стула на скрытую кровь в больничных условиях, это недостаточный способ скрининга колоректального рака и он не рекомендуется.[17][18][19] Один анализ на скрытую кровь, выполненный после ПРИ, не является адекватным скринингом из-за низкой чувствительности в случае запущенной опухоли и колоректальному раку.[20] Скрининг рака толстой кишки таким образом не соответствует стандартам HEDIS, Medicare или Американского онкологического общества.[21] Польза анализа кала на скрытую кровь не была подтверждена для каких-либо других целей, кроме как скрининга на рак толстой кишки.[6] В статье, опубликованной в Журнале общей медицины внутренних органов, говорится: «Хотя анализ на скрытую кровь, сделанный надлежащим образом (взятый дома и в соответствии с инструкциями), является важным способом скрининга, сделанный в больнице может быть хуже, чем отсутствие проверки вообще, поскольку он не обнаруживает 95 % случаев прогрессирующей опухоли, что дает многим пациентам ложное чувство уверенности».[22]

### При скрининге рака простаты у бессимптомных мужчин в возрасте от 55 до 69
- У мужчин в возрасте 55-69 лет, которым были рекомендованы известные вредные воздействия и потенциальные преимущества скрининга на рак предстательной железы, в заявлении Специальной группы по профилактической службе США (USPSTF) от мая 2018 года говорится: «Использование ПРИ в качестве метода скрининга не рекомендуется, потому что недостаточно сведений о его пользе».[23] Американская академия семейных врачей (AAFP) заявляет: «ПРИ не улучшает обнаружение рака простаты и не должно проводиться при скрининге».[24] Группа по руководящим указаниям Американской ассоциации урологов (AUA) 2013 (пересмотрено и подтверждено в 2018 году) заявляет: «Литература, подтверждающая эффективность ПРИ для скрининга с целью снижения смертности от рака простаты, не предоставляет достаточно доказательств для того, чтобы делать выводы».[25] «Группа по руководящим указаниями не смогла найти доказательств в поддержку продолжения использования ПРИ в качестве метода скрининга первой линии».[26] Хотя ПРИ уже давно используется для диагностики рака предстательной железы, ни одно контролируемое исследование не показало снижения заболеваемости или смертности от рака предстательной железы при обнаружении его с помощью ПРИ в любом возрасте.
- В метаанализе, опубликованном в «Анналах семейной медицины», сделан вывод: «Учитывая значительный недостаток доказательств, подтверждающих его эффективность, мы рекомендуем не проводить плановое ПРИ для выявления рака простаты в условиях первичной медицинской помощи».[2]

## Процедура
Пальцевой ректальное исследование — относительно простая медицинская процедура. Пациент раздевается и помещается в положение, в котором возможен удобный доступ к заднему проходу (лежа на боку, на корточках на диагностическом столе, наклонившись через него или лежа с ногами продетыми в петли (стремена)). Если пациент лежит на боку, то нужно прижать одну или обе ноги к груди. Если пациент наклоняется через смотровой стол или спинку стула, нужно поставить локти на стол и слегка присесть. Если пациент лежит на спине, нужно сдвинуться на край смотрового стола, чтобы ягодицы находились за краем стола. Затем пациент помещает свои ноги в петли (стремена). Врач раздвигает ягодицы и обычно осматривает внешнюю область (задний проход и промежность) на наличие каких-либо патологий, таких как геморрой, опухоли или сыпь. Затем, когда пациент расслабляется и тужится (как при дефекации), врач вводит смазанный палец в прямую кишку через задний проход и пальпирует внутренности в течение короткого времени.

## Общество и культура
Из-за табу, окружающего тему заднего прохода, и возможности дискомфорта и смущения, ректальное исследование является распространенным комедийным приемом, как например в эпизодах Saturday Night Live, Impractical Jokers, Futurama, Family Guy, South Park и фильме Fletch, с М. Эмметом Уолшем в роли врача общей практики и Чеви Чейзом в роли обследуемого пациента. Ректальное исследование приписывают инопланетянам в таких видеоиграх, как Saints Row IV, Gaia Online и Destroy All Humans! ,
Предметом озабоченности становилась практика ректального исследования студентами-медиками без предварительного согласия пациентов.

## Ветеринария
В ветеринарии ректальное исследование проводят у собак для обследования предстательной железы, тазового отдела мочеиспускательного канала, лимфоузлов подпоясничного отдела и анальных желез. У лошадей это жизненно важный компонент клинического обследования на колики, чтобы определить наличие или отсутствие перекрута кишечника, уплотнения или смещения. Когда у лошадей выполняют ректальное исследование, существует небольшой риск возникновения ректальной слезы, которая может быть опасной для жизни, быстро приводя к перитониту и септическому шоку. Также выполняют у крупного рогатого скота. Это один из методов диагностики беременности как у лошадей, так и у коров. 
Процедура выполнения у собак и кошек почти как у людей. У лошадей обследуемое животное стоит в станке и может быть седитировано. Врач надевает специальную перчатку длиной до плеча, вводит кисть и руку в прямую кишку по мере необходимости. 